# Mesa 3D
Mesa — свободная реализация графических API OpenGL, Vulkan и других спецификаций, а также набор видеодрайверов пространства пользователя для GPU AMD/ATI Radeon, Intel, Nvidia, Qualcomm.
Mesa ориентирована на обеспечение высокой производительности при работе с 3D-графикой, в том числе за счёт использования аппаратного ускорения работы с графикой, поддерживаемого графическими процессорами. Mesa, называемая также «Mesa3D», лежит в основе графического стека свободных UNIX-подобных операционных систем, в основном дистрибутивов Linux и дистрибутивов *BSD, так что на этих операционных системах без использования Mesa невозможно добиться работы графического интерфейса, окружения рабочего стола, современных приложений, использующих графический интерфейс, 3D-графики, в том числе игр, производительность в которых во многом зависит от развития Mesa. Поэтому для всех пользователей дистрибутивов GNU/Linux и *BSD, использующих графический интерфейс, Mesa является чрезвычайно важным компонентом их графического стека, и её регулярное обновление до самых новых версий имеет большое значение для всех пользователей свободных UNIX-подобных операционных систем.
Наиболее востребованными компонентами Mesa являются графические драйверы пространства пользователя для видеопроцессоров Intel и Radeon, которые в основном разрабатываются и финансируются компаниями Intel, AMD, Red Hat, но также и другими крупными компаниями, например, Valve из-за их заинтересованности в развитии Steam OS. Но так как в разработке программ с открытым исходным кодом может принять участие любой желающий, в разработке Mesa принимают участие все, кто заинтересован в дальнейшем развитии этого проекта, и при этом имеет возможность и желание участвовать в разработке. Например, компания Nvidia, в отличие от Intel и AMD, не способствует развитию Mesa, а вместо этого разрабатывает свой собственный проприетарный видеодрайвер с закрытым исходным кодом, включающий в себя свой собственный отдельно подключаемый видеодрайвер Linux и свои собственные реализации API OpenGL и Vulkan. Поэтому Nouveau — свободный графический драйвер для графических процессоров Nvidia, в отличие от драйверов для AMD/ATI Radeon и Intel GPU в основном разрабатывается усилиями сообщества и компании Red Hat, а не самого производителя графических процессоров Nvidia. Mesa реализует кросс-языковой, кросс-платформенный (в основном, для дистрибутивов BSD и GNU/Linux), стандартный API-интерфейс, нейтральный к любым поставщикам GPU, для взаимодействия с различными аппаратными драйверами для конкретных производителей GPU.
Помимо 3D-приложений, таких как, например, игры, современные менеджеры окон (X.org/Glamor или Wayland/Weston) тоже используют Vulkan/OpenGL/EGL, реализацию которых предоставляет Mesa. Поэтому это — ещё одна причина, по которой вся графика в UNIX-подобных ОС с открытым исходным кодом обычно проходит через Mesa.
Ранее разработка Mesa происходила на freedesktop.org, но после состоялся переезд на GitLab.org (Архивная копия от 14 февраля 2021 на Wayback Machine), где сейчас и происходит разработка. Разработка Mesa была впервые начата в августе 1993 года Брайаном Полом, который все ещё активно участвует в проекте. Впоследствии Mesa была широко принята и теперь содержит многочисленные вклады различных независимых людей и представителей корпораций со всего мира, в том числе от производителей графических процессоров, входящих в Khronos Group, которые администрируют спецификации OpenGL и Vulkan. Для GNU/Linux быстрое развитие Mesa также, кроме того, частично было вызвано добровольным сбором денег на разработку.

## История
Проект был начат в августе 1993 года Брайаном Полом (англ. Brian Paul) как простая библиотека трёхмерной графики, реализующая OpenGL API.
| Версия         | Выпущена                    | Комментарий |
| -------------- | --------------------------- | --- |
| 1.0            | февраль 1995                | первая версия библиотеки, опубликованная в интернете                                                                    |
| 2.0            | октябрь 1996                | реализация спецификации OpenGL 1.1                                                                                      |
| 2.2            | март 1997                   | поддержка новых видеокарт 3dfx Voodoo через библиотеку Glide                                                            |
| 3.0            | сентябрь 1998               | первая общественно-доступная реализация OpenGL 1.2 API                                                                  |
| 4.0            | октябрь 2001                | реализация OpenGL 1.3                                                                                                   |
| 5.0            | ноябрь 2002                 | реализация OpenGL 1.4                                                                                                   |
| 6.0            | январь 2003                 | реализация OpenGL 1.5, а также расширений GL_ARB_vertex_program и GL_ARB_fragment_program                               |
| 7.0            | июнь 2007                   | реализация OpenGL 2.1 и OpenGL Shading Language.                                                                        |
| 7.0.3 — 7.4.4  | апрель 2008 — июнь 2009     | исправление ошибок, внутренние изменения                                                                                |
| 7.5            | июль 2009                   | добавлена архитектура Gallium3D                                                                                         |
| 7.5.1 — 7.10.2 | сентябрь 2009 — апрель 2011 | исправление ошибок, внутренние изменения                                                                                |
| 8.0            | февраль 2012                | реализация OpenGL 3.0, исправление ошибок и чистка кода                                                                 |
| 9.0            | октябрь 2012                | реализация OpenGL 3.1                                                                                                   |
| 10.0           | декабрь 2013                | реализация OpenGL 3.3                                                                                                   |
| 11.0           | сентябрь 2015               | реализация OpenGL 4.1                                                                                                   |
| 12.0           | июль 2016                   | реализация OpenGL 4.3                                                                                                   |
| 13.0           | ноябрь 2016                 | реализация OpenGL 4.5                                                                                                   |
| 17.0           | февраль 2017                | Новая схема нумерации версий, OpenGL 4.5(+дополнительные ARBs), OpenGL ES 3.2                                           |
| 17.1           | 10 мая 2017                 | Реализация новых расширений OpenGL, Vulkan, дискового кэша RadeonSL                                                     |
| 17.2           | 5 сентября 2017             | Реализация новых расширений Vulkan и OpenGL, начальная реализация OpenGL 4.6, значительное улучшение производительности |
| 17.3           | 8 декабря 2017              | Реализация новых расширений Vulkan и OpenGL, реализация дискового кэша RADV, значительное улучшение производительности  |

## Лицензия
Лицензия Mesa считалась свободной, но в 2008 году возникли вопросы насчёт небольших частей кода, распространявшихся под лицензиями SGI Free Software License B версии 1.1 и GLX Public License — они оказались несвободными. 19 февраля 2008 года SGI объявила о выходе гораздо более простой и одобренной FSF и Khronos Group SGI Free Software License B версии 2.0, и лицензировании под ней примеры реализации OpenGL, GLX API и других расширений GLX.

## Реализации API
| API                                                                                              |                     |                      | Vulkan         | OpenCL         | OpenGL           | OpenGL ES      | OpenVG         | EGL            | GLX            | Direct3D        |
| Версия                                                                                           | Дата                | Последнее обновление | 1.0 2016-02-16 | 2.1 2015-11-11 | 4.5 2014-08-11   | 3.2 2015-08-10 | 1.1 2008-12-03 | 1.5 2014-03-19 | 1.4 2005-12-16 | 12.0 2015-07-29 |
| ------------------------------------------------------------------------------------------------ | ------------------- | -------------------- | -------------- | -------------- | ---------------- | -------------- | -------------- | -------------- | -------------- | --------------- |
| 17.0                                                                                             | 2017-03-20          | 17.0.2               | 1.0            |                | 4.5 (+ доп. ARB) | 3.2            |                | 1.5            | 1.4            | 9.0c            |
| 13.0                                                                                             | 2016-11-01.iso.2025 | 13.0.6               | 1.0            | N/A            | 4.5              | 3.2            | N/A            | 1.5            | 1.4            | 9.0c            |
| 12.0                                                                                             | 2016-07-08.iso.2025 | 12.0.6               | 1.0            | N/A            | 4.3              | 3.1            | N/A            | 1.5            | 1.4            | 9.0c            |
| 11.2                                                                                             | 2016-04-04.iso.2025 | 11.2.2               | N/A            | N/A            | 4.1              | 3.1            | N/A            | 1.5            | 1.4            | 9.0c            |
| 11.1                                                                                             | 2015-12-15.iso.2025 | 11.1.4               | N/A            | N/A            | 4.1              | 3.0            | N/A            | 1.5            | 1.4            | 9.0c            |
| 11.0                                                                                             | 2015-09-12.iso.2025 | 11.0.9               | N/A            | N/A            | 4.1              | 3.0            | N/A            | 1.5            | 1.4            | 9.0c            |
| 10.6                                                                                             | 2015-06-15.iso.2025 | 10.6.9               | N/A            | N/A            | 3.3              | 3.0            | N/A            | 1.4            | 1.4            | 9.0c            |
| 10.5                                                                                             | 2015-03-06.iso.2025 | 10.5.9               | N/A            | N/A            | 3.3              | 3.0            | 1.1            | 1.4            | 1.4            | 9.0c            |
| 10.4                                                                                             | 2014-12-14.iso.2025 | 10.4.7               | N/A            | N/A            | 3.3              | 3.0            |                | 1.4            | 1.4            | 9.0c            |
| 10.3                                                                                             | 2014-09-19.iso.2025 | 10.3.7               | N/A            | N/A            | 3.3              | 3.0            | N/A            | 1.4            | 1.4            |                 |
| 10.2                                                                                             | 2014-06-06.iso.2025 | 10.2.9               | N/A            | N/A            | 3.3              | 3.0            | N/A            | 1.4            | 1.4            |                 |
| 10.1                                                                                             | 2014-03-04.iso.2025 | 10.1.6               | N/A            | N/A            | 3.3              | 3.0            | N/A            | 1.4            | 1.4            |                 |
| 10.0                                                                                             | 2013-11-30.iso.2025 | 10.0.5               | N/A            | N/A            | 3.3              | 3.0            | N/A            | 1.4            | 1.4            |                 |
| 9.0                                                                                              | 2012-10-08.iso.2025 | 9.0.3, 9.1.7, 9.2.5  | N/A            | N/A            | 3.1              | 2.0            | N/A            | 1.4            | 1.4            |                 |
| 8.0                                                                                              | 2012-02-08.iso.2025 | 8.0.5                | N/A            | N/A            | 3.0              | 2.0            | N/A            | 1.4            | 1.4            |                 |
| 7.0                                                                                              | 2007-06-22.iso.2025 | 7.0.4, …, 7.11.2     | N/A            | N/A            | 2.1              | N/A            | N/A            | N/A            | 1.4            | N/A             |
| 6.0                                                                                              | 2004-01-06.iso.2025 | 6.0.1                | N/A            | N/A            | 1.5              | N/A            | N/A            | N/A            | 1.3            | N/A             |
| 5.0                                                                                              | 2002-11-13.iso.2025 | 5.0.2                | N/A            | N/A            | 1.4              | N/A            | N/A            | N/A            | 1.3            | N/A             |
| 4.0                                                                                              | 2001-10-22.iso.2025 | 4.0.4                | N/A            | N/A            | 1.3              | N/A            | N/A            | N/A            | 1.3            | N/A             |
| 3.0                                                                                              | 1998-09.iso.2025    | 3.1, 3.2.1, 3.4.2.1  | N/A            | N/A            | 1.2              | N/A            | N/A            | N/A            | 1.3            | N/A             |
| 2.0                                                                                              | 1996-10.iso.2025    | 2.6                  | N/A            | N/A            | 1.1              | N/A            | N/A            | N/A            | 1.3            | N/A             |
| 1.0                                                                                              | 1995-02.iso.2025    | 1.2.8                | N/A            | N/A            | 1.0              | N/A            | N/A            | N/A            | 1.3            | N/A             |
| Легенда:Старая версия, не поддерживаетсяСтарая поддерживаемая версияТекущая версияБудущая версия |                     |                      |                |                |                  |                |                |                |                |                 |